# Nikšić
Nikšić je drugo največje mesto po številu prebivalstva v Črni gori. Ob zadnjem popisu prebivalstva, aprila 2011, je imel 56.970 prebivalcev. Nikšić kot občina je po površini največja (15 % površine) v Črni gori.
Leži ob rekah Zeti in Bistrici.

## Demografija
| 1948 | 1953 | 1961  | 1971  | 1981  | 1991  | 2003  |       |       |       |
| г    | 9485 | 14804 | 26569 | 40107 | 50399 | 56141 | 59179 | 55718 | 58212 |